# NGC 3562
NGC 3562 (również PGC 34134 lub UGC 6242) – galaktyka eliptyczna (E), znajdująca się w gwiazdozbiorze Smoka. Odkrył ją William Herschel 3 kwietnia 1785 roku.